# La Tortuga, Jalisco
La Tortuga är en ort i Mexiko.   Den ligger i kommunen San Sebastián del Oeste och delstaten Jalisco, i den centrala delen av landet, 600 km väster om huvudstaden Mexico City. La Tortuga ligger 479 meter över havet och antalet invånare är 194.
Terrängen runt La Tortuga är kuperad åt sydväst, men åt nordost är den bergig. La Tortuga ligger nere i en dal. Runt La Tortuga är det mycket glesbefolkat, med 6 invånare per kvadratkilometer. Närmaste större samhälle är Marquezado, 20,0 km norr om La Tortuga. I omgivningarna runt La Tortuga växer huvudsakligen savannskog.